# Gyophora baccalix
Gyophora baccalix là một loài bướm đêm trong họ Noctuidae.